# 蒂奥利耶尔
蒂奥利耶尔（法語：Thiolières，法語發音：[tjɔljɛʁ]）是法国多姆山省的一个市镇，属于昂贝尔区。

## 地理
蒂奥利耶尔（45°35'3"N, 3°41'30"E）面积5.3 平方千米，位于法国奥弗涅-罗讷-阿尔卑斯大区多姆山省，该省份为法国中南部省份，北起阿列省接壤，东临卢瓦尔省，南至上盧瓦爾省和康塔爾省，西接科雷兹省和克勒兹省。
与蒂奥利耶尔接壤的市镇（或旧市镇、城区）包括：昂贝尔、贝尔蒂尼亚、格朗瓦勒、勒莫内斯捷。

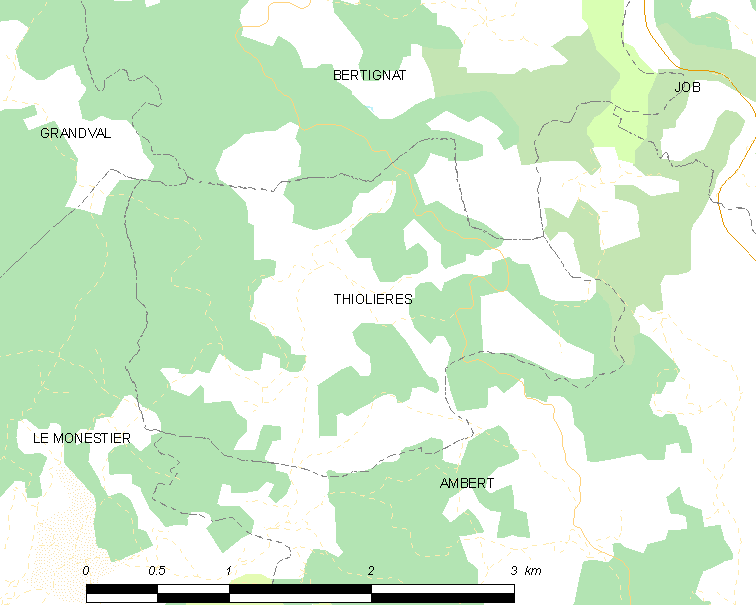
蒂奥利耶尔的OSM定位图

蒂奥利耶尔的时区为UTC+01:00、UTC+02:00（夏令时）。

## 行政
蒂奥利耶尔的邮政编码为63600，INSEE市镇编码为63431。

## 政治
蒂奥利耶尔所属的省级选区为昂贝尔县。

## 人口

1962-2008年间蒂奥利耶尔人口变化图示

蒂奥利耶尔于2022年1月1日时的人口数量为162人。